# سازمان جهانی دیده‌بان جو

نماد رسمی سازمان

سازمان جهانی دیده‌بان جو یا اتمسفر (به انگلیسی: Global Atmosphere Watch) که اختصاراً با نام GAW شناخته می‌شود، سازمانی جهانی برای نظارت بر روند جو زمین است که توسط سازمان جهانی هواشناسی و سازمان ملل متحد برنامه‌ریزی و پشتیبانی می‌شود. این سازمان بابت نگرانی‌های دولت‌ها برای اتمسفر در ۱۹۶۰ به وجود آمد.
ماموریت سازمان دیده بان جو جهانی آن بسیار ساده و متشکل از سه نقطه مختصر است:
1. برای ایجاد مشاهدات جامع و مطمئن از ترکیب شیمیایی و خصوصیات فیزیکی انتخاب‌شده از جو در مقیاس‌های جهانی و منطقه‌ای؛
2. برای تهیهٔ اطلاعاتی برای پیش‌بینی آینده جوی زمین به جامعه علمی؛
3. برای سازماندهی ارزیابی‌ها تحت حمایت از تدوین خط مشی زیست‌محیطی.[۲][۳]

## اهداف
برنامه GAW با ۸ هدف استراتژیک هدایت می‌شود:
- بهبود برنامه اندازه‌گیری‌ها برای پوشش زمانی و جغرافیایی بهتر و قابلیت نظارت تقریباً فوری؛
- تکمیل سیستم تضمین و کیفیت کنترل؛
- بهبود دسترسی به داده‌ها و ترویج استفاده از آنها؛
- بهبود ارتباط و همکاری بین تمام اجزای GAW با جامعه علمی؛
- شناسایی و شفاف‌سازی وظایف در حال تغییر اجزای GAW؛
- حفظ وضعیت فعلی و درخواست حمایت و همکاری‌های جدید برای برنامه GAW؛
- تشدید ظرفیت‌سازی در کشورهای در حال توسعه؛

افزایش قابلیت‌های خدمات ملی هواشناسی و هیدرولوژیکی در ارائه خدمات کیفیت هوای محیط شهری. این برنامه علاوه بر اینکه به دنبال درک تغییرات در جو زمین است، بلکه فعالیت‌های انسانی احتمالی که باعث آنها می‌شوند را نیز کنترل و پیش بینی میکند.